# Neoatopsyche spinosella
Neoatopsyche spinosella là một loài Trichoptera trong họ Hydrobiosidae. Chúng phân bố ở vùng Tân nhiệt đới.